# Patricia Bosworth
Patricia Bosworth (Oakland, 24 aprile 1933 – New York, 2 aprile 2020) è stata una giornalista, biografa e attrice statunitense, membro di facoltà della scuola di giornalismo della Columbia University e del Barnard College, vincitrice del premio Front Page per il suo successo giornalistico nella stesura della lista nera di Hollywood.

## Biografia
Nata Patricia Crum a Oakland, in California,  era figlia del famoso avvocato Bartley Crum e della scrittrice Anna Gertrude Bosworth. È cresciuta particolarmente vicino al fratello minore, Bartley Crum Jr. Il padre era attivo in politica come consulente di Wendell Willkie durante la campagna elettorale presidenziale degli Stati Uniti del 1940, e prestò servizio nella Commissione d'inchiesta anglo-americana del 1945 in Palestina che consigliò il presidente Harry Truman nel sostenere la creazione di uno stato ebraico.  L'anziano Crum ha acquisito notorietà per essere stato uno dei sei avvocati che hanno difeso l'Hollywood Ten (la lista nera di Hollywood) durante la paura rossa  (Red Scare) all'inizio della guerra fredda nel 1947. La sua carriera ha sofferto durante le ricadute della lista nera di Hollywood e la famiglia si è trasferita dalla California a New York alla fine del 1948.
In California, la Bosworth era stata educata alla Miss Burke's School e al Convento del Sacro Cuore.  All'età di 13 anni, con l'intenzione di diventare attrice, ha adottato come proprio il cognome da nubile della madre.  Quando la famiglia si trasferì a New York, Bosworth prima frequentò la Chapin School e poi l'Ecole International a Ginevra, in Svizzera.  Studiò poi al Sarah Lawrence College, laureandosi nel 1955 con una specializzazione in danza e scrittura.

### Recitazione
Mentre era ancora studentessa al Sarah Lawrence, Bosworth iniziò a fare la modella per la John Robert Powers Agency. Fu assunta da Diane e Allan Arbus per una pubblicità su una rivista per la compagnia di autobus Greyhound. Allan ha guidato tutti, incluso l'assistente Tad Yamashiro, da Manhattan alla sezione Ardsley Acres di Ardsley, New York, per il servizio fotografico.
Poco dopo la laurea, Bosworth è diventata membro dell'Actors Studio di Manhattan, dove ha studiato con il maestro Lee Strasberg. nArthur Penn l'ha scelta come protagonista nella sua prima opera professionale, una prova pre-Broadway del Blue Denim di James Leo Herlihy, sulle conseguenze della gravidanza e dell'aborto adolescenziali.  La Bosworth è apparsa in diversi spettacoli di Broadway negli anni '50 e '60, tra cui Inherit the Wind , Small War on Murray Hill (diretto da Garson Kanin), e Mary, Mary di Jean Kerr dal 1961 al 1965.  Ha interpretato la sorella di Elaine Stritch nel film drammatico Il peccato di Pat Muldoon e un'adolescente nella commedia Howie di Phoebe Ephron.  Durante questo periodo Bosworth fece anche un tour recitando in The Glass Menagerie, e apparendo al fianco di Tommy Sands.  Ha lavorato regolarmente in famose serie televisive tra cui Naked City, The Secret Storm, Young Dr. Malone e The Patty Duke Show. Nel film Four Boys and a Gun recitò nei panni della moglie di James Franciscus, e come una rossa scontenta nel documentario cult di Bert Stern del 1960 In un giorno d'estate.
Come attrice, Bosworth è forse meglio conosciuta per aver interpretato la suora Simone, la giovane amica del personaggio di Audrey Hepburn, suora Luke, in The Nun's Story (1959). Diretto da Fred Zinnemann, il film è stato un grande successo al botteghino ed ha avuto la nomination per diversi Oscar. Nel 1958, dopo aver appreso di essere stata scritturata in The Nun's Story, scoprì di essere incinta. Successivamente abortì a Manhattan. Poco dopo, salì a bordo di un aereo per Roma per incontrare Fred Zinnemann, dove ebbe una emorragia. A Roma, è stata mandata in un convento ospedaliero dove doveva imparare a recitare nella parte di una suora. Non si sentì bene, fu quindi portata in ospedale per le cure. La ripresa del film fu così ritardata in attesa della sua guarigione.

### Giornalismo
A metà degli anni '60, Bosworth lasciò la recitazione per diventare giornalista. Ha acquisito notorietà con diverse interviste incentrate su Broadway, pubblicate sulla rivista New York e sul New York Times. Più tardi è diventata redattrice della rivista Screen Stars e ha lavorato presso la Magazine Management Company insieme a Mario Puzo, che stava iniziando le bozze del suo romanzo Il padrino. Dal 1969 al 1972 Bosworth è stato caporedattore di McCall, quindi caporedattore di Harper's Bazaar dal 1972 al 1974. Bob Guccione ha in seguito assunto Bosworth come direttore esecutivo della rivista erotica femminile Viva dal 1974 al 1976. Durante gli anni '70 e '80, Bosworth ha recensito numerosi libri per The New York Times , ha scritto opere d'arte freelance per il Times, Time Life e altre riviste nazionali e ha contribuito con una rubrica mensile di arte e intrattenimento alla rivista Working Woman.
Bosworth è stata redattrice presso Mirabella dal 1993 al 1995. È stata assunta per la prima volta come collaboratrice a Vanity Fair nel 1984, sotto la direzione di Tina Brown, rimanendovi fino al 1991. Ha poi continuato a lavorare come freelance per la rivista fino al 1997, quando prese la guida di Graydon Carter, un ruolo che mantenne sino alla fine della vita.  Il suo profilo di Elia Kazan e le sue riflessioni sulla lista nera di Hollywood, pubblicato in un numero della primavera del 1999 di Vanity Fair, hanno vinto il premio Bosworth Front Page dal Newswomen's Club di New York.

### Editoria
Bosworth è stata autrice di biografie di successo su Montgomery Clift (1978), Diane Arbus (1984), Marlon Brando (2000) e Jane Fonda (2011).  Il suo libro, Montgomery Clift: A Biography, esplora come l'approccio introverso dell'attore all'arte abbia influenzato James Dean e molti altri. Bosworth, il cui padre era stato l'avvocato di Clift alla fine degli anni '40, aveva accesso totale nelle sue ricerche alla famiglia di Clift.
La biografia di Arbus, una fotografa nota per il suo approccio poetico a soggetti eccentrici e anormali, fu una valutazione sfumata dell'artista che investigò anche i dettagli oscuri della sua vita, culminando nel suicidio del 1971. Il libro è stato acclamato dalla critica anche se non ha ricevuto l'approvazione formale dalla famiglia Arbus. La biografia, considerata quella definitiva di Arbus, ha ispirato il film Fur di Steven Shainberg del 2006, con Nicole Kidman nel ruolo di Diane Arbus e Ty Burrell e Robert Downey Jr. rispettivamente in quelli di marito e amante.
Secondo Publishers Weekly, la biografia di Bosworth su Marlon Brando "offre un vivido promemoria dei momenti salienti personali e professionali della vita di Brando ... [È] una biografia informativa che, a causa del formato limitato della serie Penguin Lives, suggerisce ma non riesce a rendere giustizia alla grande indifferenza della carriera e della vita di Brando. Fornisce uno schizzo dettagliato e raffinato dei suoi giorni a New York quando ha preso lezioni di recitazione con Harry Belafonte, Elaine Stritch, Gene Saks, Shelley Winters, Rod Steiger e Kim Stanley e presenta un grande ritratto della follia sul set di Last Tango a Parigi (la co-protagonista Maria Schneider ha annunciato che andavano d'accordo 'perché siamo entrambi bisessuali')".
Bosworth ha trascorso dieci anni a completare una biografia di Jane Fonda, con la quale aveva partecipato a numerosi incontri presso gli Actors Studio negli anni '50 e '60. La biografia, Jane Fonda: The Private Life of a Public Woman, è stata nella lista dei bestseller del New York Times nel 2011.
Oltre alle biografie, Bosworth è stata l'autrice di due libri di memorie.

### Morte
Patricia Bosworth è morta il 2 aprile 2020 a causa di complicanze da COVID-19.